# Kristian Sobota
Kristian Sobota (* 1. Juni 1988) ist ein dänischer Radrennfahrer.
Kristian Sobota wurde 2006 zusammen mit Rasmus Damm, Jesper Mørkøv und Christian Ranneries dänischer Bahnradmeister in der Mannschaftsverfolgung der Juniorenklasse. Auf der Straße wurde er Dritter im Teamzeitfahren der Jugendklasse.

## Erfolge
2006
- Dänischer Meister – Mannschaftsverfolgung (Junioren) mit Rasmus Damm, Jesper Mørkøv und Christian Ranneries

## Teams
- 2007 Vision Bikes-Løgstør Parkhotel
- 2008 Team Løgstør-Cycling for Health
- 2009 Team Capinordic
- 2010 Team Concordia Forsikring-Himmerland
- 2011 Christina Watches-Onfone
- 2012 Christina Watches-Onfone
- 2013 J.Jensen-Ramirent